# Pijpenstrootje-orde
De pijpenstrootje-orde (Molinietalia) is een orde uit de klasse van matig voedselrijke graslanden (Molinio-Arrhenatheretea). De orde omvat minerotafente, kruidenrijke graslandgemeenschappen op mesotrofe bodems.

## Naamgeving en codering
- Syntaxoncode voor Nederland (rVvN): r16A
- BWK-karteringscodes: hc, hm, hj
- Natura2000-habitattypecode (EU-code): H7230

De wetenschappelijke naam Molinietalia is afgeleid van de botanische naam van pijpenstrootje (Molinia caerulea), een diagnostische soort van deze orde.

## Kenmerken
Voor de kenmerken van deze orde, zie de klasse van matig voedselrijke graslanden.

## Onderliggende syntaxa in Nederland en Vlaanderen
De pijpenstrootje-orde wordt in Nederland en Vlaanderen vertegenwoordigd door twee verbonden. In totaal omvat de orde in Nederland en Vlaanderen een zestal associaties.
- - verbond van biezenknoppen en pijpenstrootje (Junco-Molinion)
    - blauwgrasland (Cirsio dissecti-Molinietum)
    - associatie van veldrus en gevlekte orchis (Crepido-Juncetum)

  - dotterbloem-verbond (Calthion palustris)
    - associatie van ratelaar en harlekijn (Rhinantho-Orchidetum morionis)
    - associatie van echte koekoeksbloem en gevleugeld hertshooi (Lychnido-Hypericetum tetrapteri)
    - associatie van boterbloemen en waterkruiskruid (Ranunculo-Senecionetum aquatici)
    - bosbies-associatie (Scirpetum sylvatici)
    - associatie van gewone engelwortel en moeraszegge (Angelico-Cirsietum oleracei)

## Vegetatiezonering
In de vegetatiezonering kunnen de syntaxa uit de pijpenstrootje-orde in contact staan met tal van andere syntaxa. Zo kunnen andere graslanden uit de glanshaver-orde contactgemeenschappen vormen, maar ook graslanden uit de klasse van heischrale graslanden. Ook vegetatie van de klasse van kleine zeggen en de klasse van hoogveenbulten en natte heiden kunnen de vegetatie begrenzen of vegetatiemozaïeken vormen.

## Verspreiding
Het verspreidingsgebied van de pijpenstrootje-orde omvat de gematigde en subarctische zones van Europa.

## Beheer

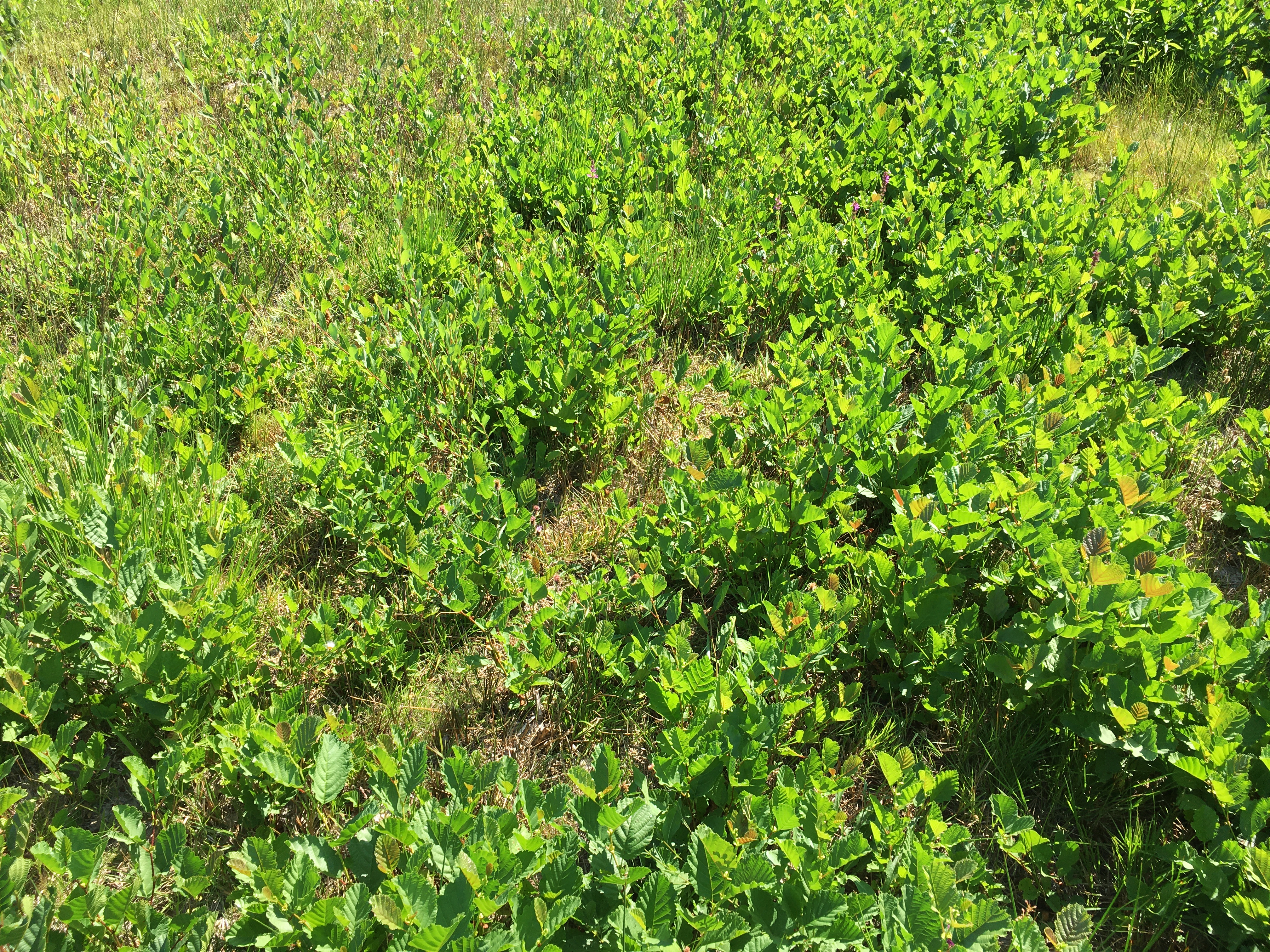
Een grasland uit de pijpenstrootje-orde dat zich ontwikkelt naar broekstruweel of broekbos.

Wanneer het beheer stopt kunnen de graslandgemeenschappen uit de pijpenstrootje-orde snel overgaan in broekstruwelen of broekbossen van respectievelijk de klasse van wilgenbroekstruwelen of de klasse van elzenbroekbossen.

## Diagnostische taxa voor Nederland en Vlaanderen
In de onderstaande synoptische tabel staan de belangrijkste diagnostische plantentaxa van de pijpenstrootje-orde voor Nederland en Vlaanderen.
Kruidlaag
| Kentaxon | Diff. soort | Presentie | Triviale naam      | Botanische naam         | Opmerking                                                     | Afbeelding |
| -------- | ----------- | --------- | ------------------ | ----------------------- | ------------------------------------------------------------- | ---------- |
| kO       | -           |           | kale jonker        | Cirsium palustre        |                                                               |            |
| kO       | -           |           | lidrus             | Equisetum palustre      |                                                               |            |
| kO       | -           |           | gewone engelwortel | Angelica sylvestris     | ook voor het Circaeo-Alnenion                                 |            |
| kO       | -           |           | biezenknoppen      | Juncus conglomeratus    |                                                               |            |
| kO       | -           |           | wilde bertram      | Achillea ptarmica       |                                                               |            |
| kO       | -           |           | kleine valeriaan   | Valeriana dioica        |                                                               |            |
| kO       | -           |           | pijpenstrootje     | Molinia caerulea        | zwakke kensoort; ook in het verbond van heischrale graslanden |            |
| kK       | -           |           | gestreepte witbol  | Holcus lanatus          |                                                               |            |
| kK       | -           |           | scherpe boterbloem | Ranunculus acris        |                                                               |            |
| kK       | -           |           | pinksterbloem      | Cardamine pratensis     | ook voor het Circaeo-Alnenion                                 |            |
| kK       | -           |           | veldzuring         | Rumex acetosa           |                                                               |            |
| kK       | -           |           | gewone brunel      | Prunella vulgaris       |                                                               |            |
| kK       | -           |           | vogelwikke         | Vicia cracca            | ook in de klasse van natte strooiselruigten                   |            |
| kK       | -           |           | knoopkruid         | Centaurea jacea         | ook in de klasse van kalkgraslanden                           |            |
| kK       | -           |           | gewone hoornbloem  | Cerastium fontanum      |                                                               |            |
| kK       | -           |           | rode klaver        | Trifolium pratense      |                                                               |            |
| kK       | -           |           | beemdlangbloem     | Schedonorus pratensis   |                                                               |            |
| kK       | -           |           | grasmuur           | Stellaria graminea      |                                                               |            |
| kK       |             |           | grote pimpernel    | Sanguisorba officinalis |                                                               |            |
| kK       |             |           | veldlathyrus       | Lathyrus pratensis      |                                                               |            |

Moslaag
| Kentaxon | Diff.soort | Presentie | Triviale naam | Botanische naam      | Opmerking | Afbeelding |
| -------- | ---------- | --------- | ------------- | -------------------- | --------- | ---------- |
| kO       | -          |           | boompjesmos   | Climacium dendroides |           |            |

## Fotogalerij

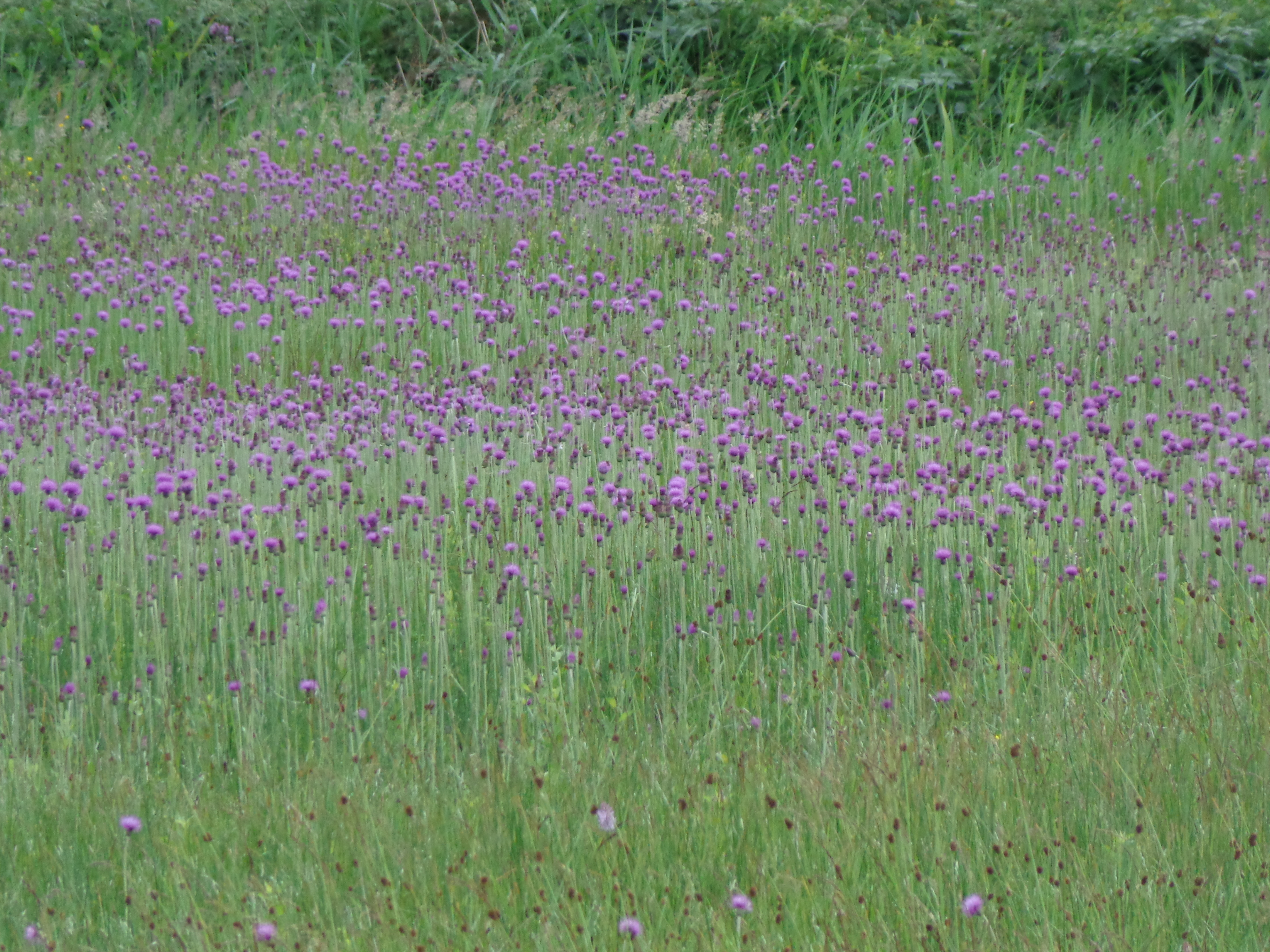
Blauwgrasland
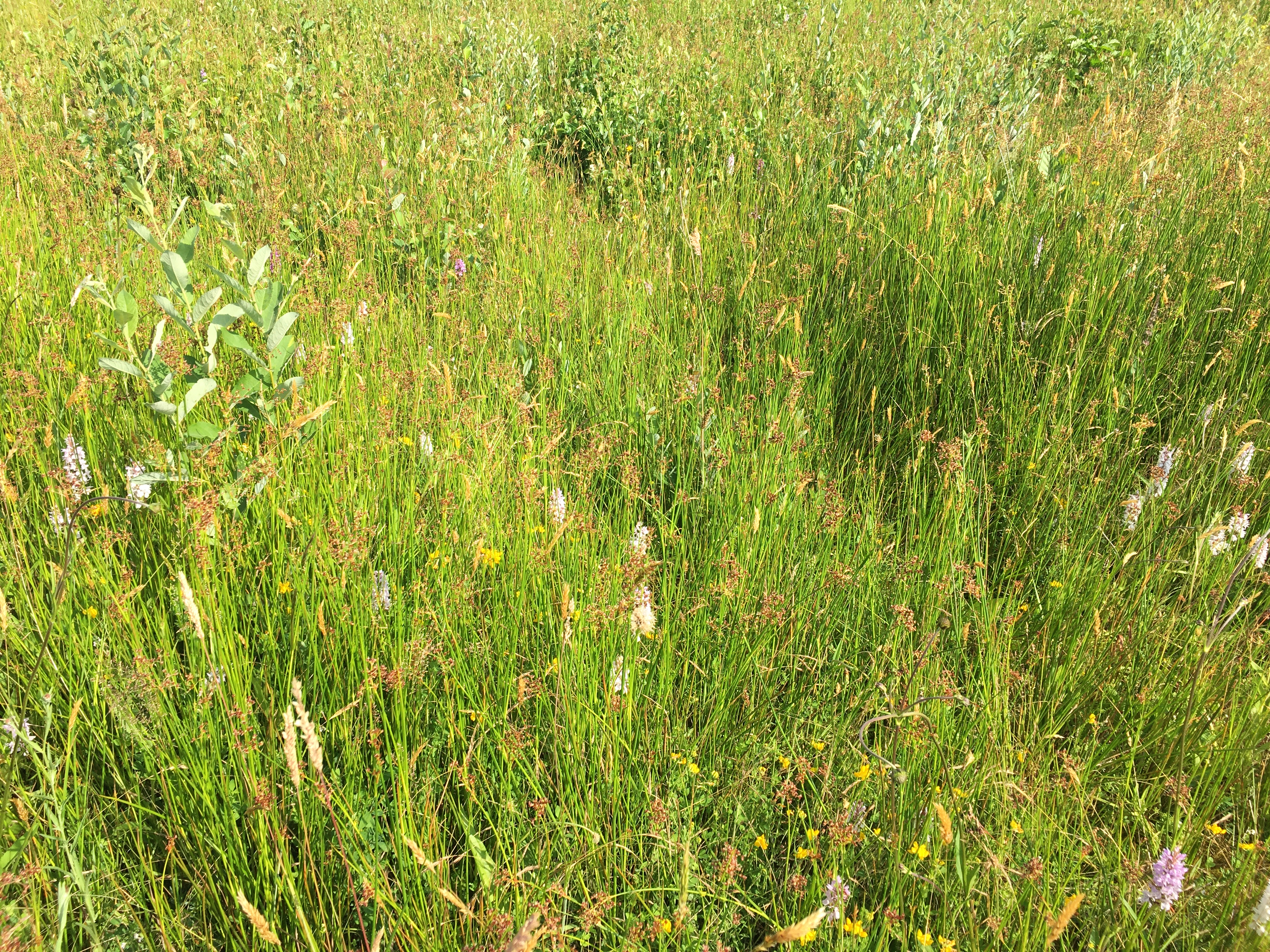
Associatie van veldrus en gevlekte orchis
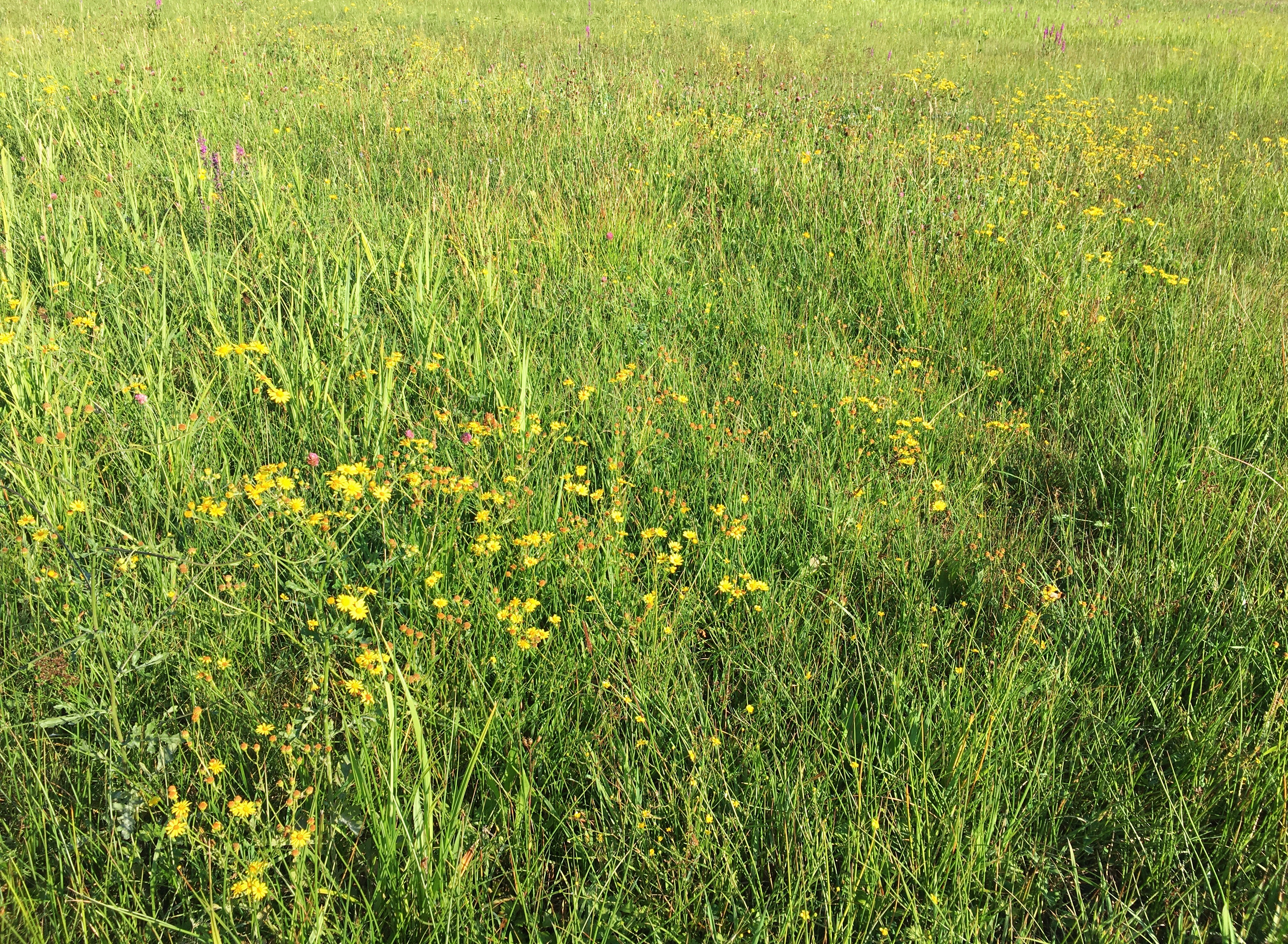
Associatie van boterbloemen en waterkruiskruid
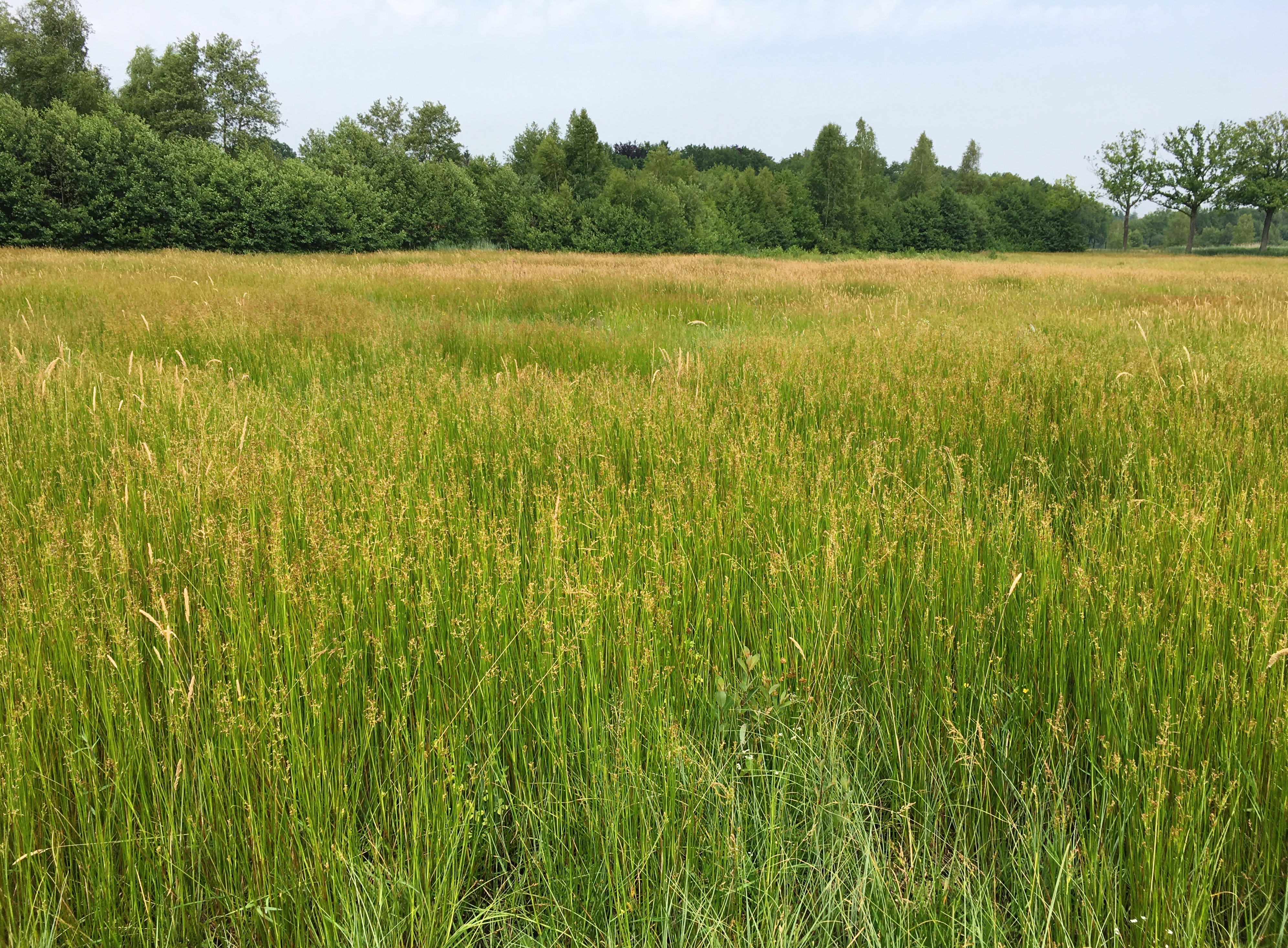
Vroeg zomeraspect van een rompgemeenschap met veldrus
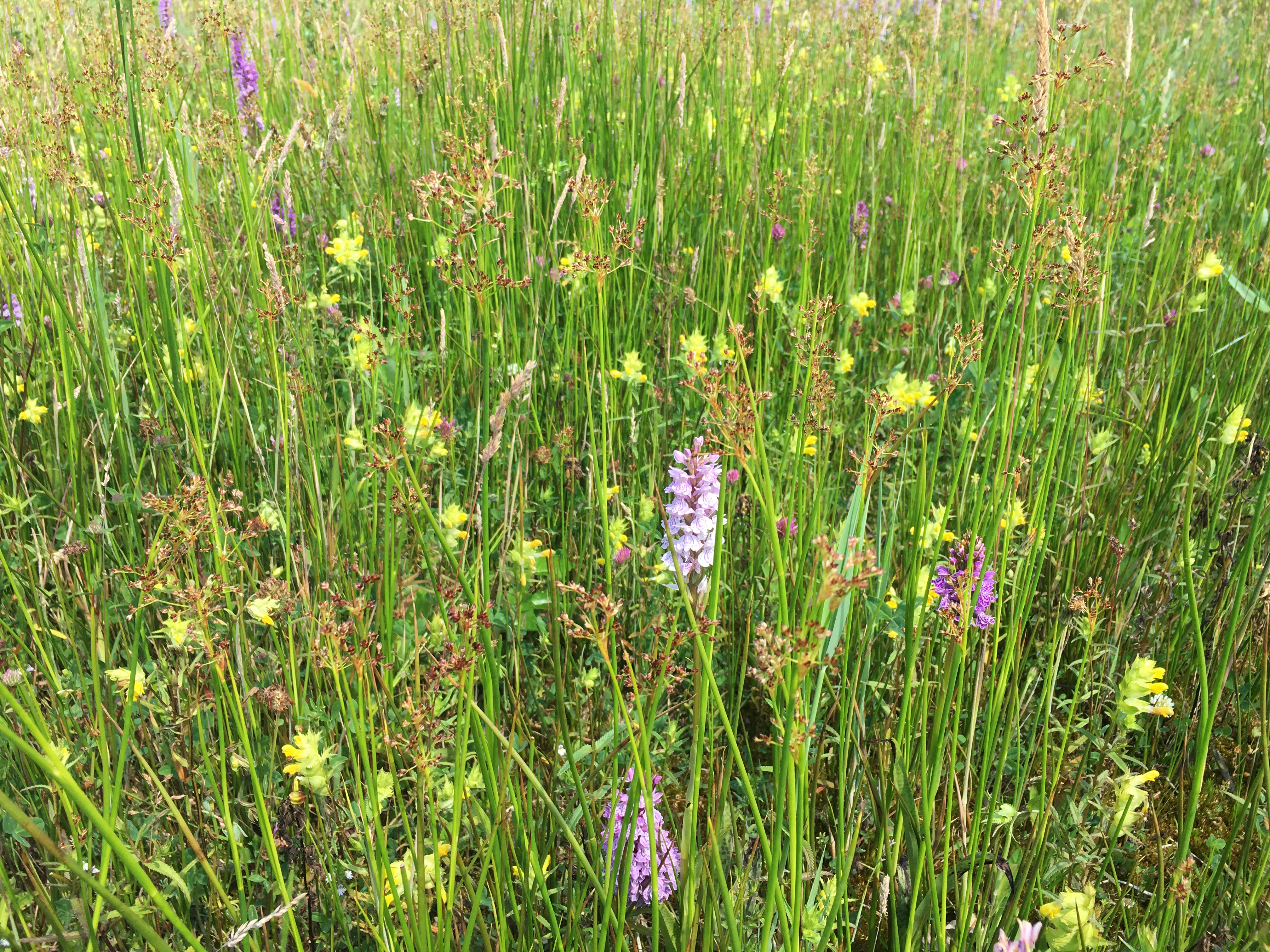
Close-up van de associatie van veldrus en gevlekte orchis